# John Altman (kompozytor)
John Altman (ur. 5 grudnia 1949 w Londynie) – brytyjski kompozytor muzyki filmowej, dyrygent i aranżer.
Laureat nagrody Emmy za kompozycję do filmu Obywatel Welles. Jest też twórcą ścieżek dźwiękowych do filmów: Wspaniała rzecz, O mały głos i Legionista.